# Hoplopleura minasensis
Hoplopleura minasensis är en insektsart som beskrevs av Linardi, Teixeira och Botelho 1984. Hoplopleura minasensis ingår i släktet Hoplopleura och familjen gnagarlöss. Inga underarter finns listade i Catalogue of Life.